# 곽성욱
곽성욱(1993년 7월 12일 ~ )은 대한민국의 축구 선수이다.